# Formosa (park)
Formosa är en park i Guinea-Bissau.   Den ligger i regionen Bolama-Bijagós, i den sydvästra delen av landet, 50 km sydväst om huvudstaden Bissau. Formosa ligger 15 meter över havet. Den ligger på ön Ilha Formosa.
Terrängen runt Formosa är mycket platt. Havet är nära Formosa österut.